# Carnival Youth
Carnival Youth er et lettisk indie rockband dannet i Riga i 2011. Bandet består af tvillingerne Edgards Kaupers (guitar og vokaler) og Emīls Kaupers (trommer og vokaler) samt Roberts Vanags (keyboard og vokaler) og Aleksis Luriņš (guitar og bas).
Den 26. maj 2014 udgav bandet deres første EP, Never Have Enough, og den 20. oktober samme år fulgte debutalbummet No Clouds Allowed, der modtog den lettiske nationale Zelta Mikrofons-pris (dansk: Den gyldne mikrofon-pris) for bedste debut.
I januar 2016 modtog bandet en European Border Breakers Awards for deres succes i udlandet, hvor de ved samme lejlighed også vandt EBBA's publikumspris. I foråret 2016 udkom bandets andet album, Propeller.
Den 1. juni 2017 udkom deres tredje album, deres eneste udelukkende sunget på lettisk, Vienā vilcienā, og lige over to år senere, den 16. august 2019 udkom deres fjerde album, Good Luck.
De fleste synges på engelsk, men bandet havde i forbindelse med Letlands 100-års fødselsdag indspillet et helt album udelukkende på lettisk: Vienā vilcienā.
Udover i hjemlandet Letland har bandet spillet koncerter i blandt andet Canada, USA – heriblandt på SXSW – Østrig England, Ungarn, Finland og Tyskland.

## Diskografi

### EP'er
- 2014: Never Have Enough

### Album
- 2014: No Clouds Allowed
- 2016: Propeller
- 2017: Vienā vilcienā
- 2019: Good Luck
- 2021: Naivais ku-kū